# Adeline en Périgord
Adeline en Périgord est une biographie de Christian Signol publiée en 1992.

## Résumé
C'était sa grand-mère, morte en 1975, née en 89. Sa mère est morte en l'ayant et Louise, sa sœur, veuve et mère de 2 filles, a épousé son père, paysan ayant 4 autres enfants et en a redonné 6 à Louise. Son père la met à l'école ainsi que sa grande sœur, Marceline. Elles apprennent le français et travaillent en rentrant. A 11 ans, elle est placée chez 2 sœurs aubergistes. Elle épouse Elie, client, en 11 et ils emménagent à Souillac (46). Elle a Clément en 13. Elie est mobilisé en 14 et blessé en 15. Le père d'Adeline meurt. Elie est démobilisé en 16 avec une main invalide et une pension. Elle a Constant. Ils déménagent à Bordeaux où Elie embauche pour 2 ans. En 18 ils vont à Perthes (08) où embauche Elie. Elle nourrit et soigne 50 ouvriers. Elle a Abel en 20. Ils achètent une maison dans le Périgord en 21. Ils achètent la maison et les terres du voisin.